# Coupe des champions de la CONCACAF 1983
Navigation
Édition précédente Édition suivante
La Coupe des champions de la CONCACAF 1983 était la dix-neuvième édition de cette compétition.
Elle a été remportée par le CF Atlante face au SV Robinhood sur le score cumulé de 6 buts à 1.

## Participants
Un total de 18 équipes provenant d'un maximum de 10 nations pouvaient participer au tournoi. Elles appartenaient aux zones Amérique du Nord, Amérique centrale et Caraïbes de la CONCACAF.
Le tableau des clubs qualifiés était le suivant :
| Nation                                    | Club                      | Raison de qualification                      |
| Zone Amérique du Nord / Amérique centrale |                           |                                              |
| Premier tour                              |                           |                                              |
| Mexique                                   | Tigres UANL               | Champion du Mexique 1981-82.                 |
| Mexique                                   | CF Atlante                | Second du championnat du Mexique 1981-82.    |
| Salvador                                  | Atlético Marte            | Champion du Salvador 1982.                   |
| Salvador                                  | CD Independiente          | Second du championnat du Salvador 1982.      |
| Guatemala                                 | CSD Comunicaciones        | Champion du Guatemala 1982.                  |
| Guatemala                                 | Deportivo Suchitepéquez   | Second du championnat du Guatemala 1982.     |
| Honduras                                  | CD Olimpia                | Champion du Honduras 1982.                   |
| Honduras                                  | CD Motagua                | Second du championnat du Honduras 1982.      |
| Costa Rica                                | Deportivo Saprissa        | Champion du Costa Rica 1981-82.              |
| Costa Rica                                | Municipal Puntarenas      | Second du championnat du Costa Rica 1981-82. |
| États-Unis                                | NY Pancyprian-Freedoms    | Vainqueur de la National Challenge Cup 1982. |
| États-Unis                                | Detroit Express (en)      | Méthode de qualification inconnue.           |
| Zone Caraïbes                             |                           |                                              |
| Deuxième tour                             |                           |                                              |
| Antilles néerlandaises                    | Sport Unie Brion-Trappers | Champion des Antilles néerlandaises 1983     |
| Trinité-et-Tobago                         | Kentucky Memphis          | Méthode de qualification inconnue.           |
| Premier tour                              |                           |                                              |
| Trinité-et-Tobago                         | Defence Force             | Méthode de qualification inconnue.           |
| Suriname                                  | SV Leo Victor             | Champion du Suriname 1982.                   |
| Suriname                                  | SV Robinhood              | Second du championnat du Suriname 1982.      |
| Aruba                                     | SV Dakota                 | Champion d'Aruba 1982.                       |

## Calendrier
| Tour                          | Nom                    | Date aller          | Date retour         | Équipes participantes | Équipes restantes |
| Phase de qualification (1983) |                        |                     |                     |                       |                   |
| 1                             | Phase de qualification | 2 mars - 3 décembre | 2 mars - 3 décembre | 18                    | 18 à 2            |
| Phase finale (1984)           |                        |                     |                     |                       |                   |
| 1                             | Finale                 | 22 janvier          | 1er février         | 2                     | 2 à 1             |

## Compétition

### Phase de qualification

#### ZoneAmérique du Nord/Amérique centrale

##### Premier tour
| Date             | Pays | Club               | Aller   | Retour  | Club                    | Pays | Commentaire                    |
| 2 mars / 6 avril |      | CD Olimpia         | 0-1     | 1-2     | Tigres UANL             |      |                                |
| 20 mars          |      | Atlético Marte     | Forfait | Forfait | Municipal Puntarenas    |      | Forfait avant le premier match |
| 20 mars          |      | CD Independiente   | Forfait | Forfait | Detroit Express (en)    |      | Forfait avant le premier match |
| 10 / 13 avril    |      | CSD Comunicaciones | 2-2     | 0-2     | CF Atlante              |      | Matchs joués à Guatemala City  |
| 10 / 26 avril    |      | CD Motagua         | 2-1     | 1-3     | NY Pancyprian-Freedoms  |      |                                |
| 20 / 27 avril    |      | Deportivo Saprissa | 2-2     | 0-1     | Deportivo Suchitepéquez |      |                                |

##### Deuxième tour
Le CD Independiente déclare forfait après avoir battu l'Atlético Marte.
| Date               | Pays | Club                   | Aller | Retour | Club                    | Pays | Commentaire             |
| 12 / 14 juin       |      | NY Pancyprian-Freedoms | 1-1   | 2-3    | CF Atlante              |      | Matchs joués à New York |
| 6 juillet / 4 août |      | Atlético Marte         | 2-3   | 0-0    | CD Independiente        |      |                         |
| 13 / 28 août       |      | Tigres UANL            | 1-1   | 0-3    | Deportivo Suchitepéquez |      |                         |

##### Troisième tour
| Date             | Pays | Club                    | Aller | Retour | Club       | Pays | Commentaire |
| 16 / 30 novembre |      | Deportivo Suchitepéquez | 2-2   | 0-6    | CF Atlante |      |             |

#### ZoneCaraïbes

##### Premier tour
| Date                 | Pays | Club          | Aller | Retour | Club         | Pays | Commentaire |
| 26 avril / 8 juillet |      | Defence Force | 0-1   | 1-2    | SV Robinhood |      |             |
| 3 / 10 juillet       |      | SV Leo Victor | 1-5   | 3-0    | SV Dakota    |      |             |

##### Deuxième tour
| Date           | Pays | Club                      | Aller | Retour | Club             | Pays | Commentaire |
| 16 / 26 avril  |      | Sport Unie Brion Trappers | 5-0   | 0-4    | Kentucky Memphis |      |             |
| 9 / 23 octobre |      | SV Robinhood              | 5-1   | 0-0    | SV Dakota        |      |             |

##### Troisième tour
| Date             | Pays | Club                      | Aller | Retour | Club         | Pays | Commentaire |
| 28 oct. / 3 déc. |      | Sport Unie Brion Trappers | 1-2   | 0-2    | SV Robinhood |      |             |

### Phase Finale

#### Finale
| Match aller     | SV Robinhood | 1:1 | CF Atlante       | Stade André Kamperveen Paramaribo, Suriname |  |
| 22 janvier 1984 | Andre x      |     | Gonzalo Farfán x |                                             |  |

| Match retour     | CF Atlante                                                                                          | 5:0   | SV Robinhood | Stade Azteca Mexico, Mexique |  |
| 1er février 1984 | Gonzalo Farfán 4e · Ricardo Castro 9e · Ricardo Castro 47e · Gonzalo Farfán 63e · Eduardo Moses 70e | (2:0) |              |                              |  |

| Champion de la CONCACAF 1983 |
| ---------------------------- |
| Drapeau du Mexique           |
| CF Atlante Premier Titre     |